# Mi problema con las mujeres (serie de televisión argentina)
Mi problema con las mujeres fue un unitario argentino, producido por 13 Mares Producciones & Vincent Entertainment para la cadena Telefe. es una adaptación de la serie peruana, Mi problema con las mujeres, nominada a los Premios Emmy internacional en la categoría Mejor comedia.
Protagonizada por Mariano Martínez, que da vida a un hombre con una posición económica estable se da cuenta de que tiene un problema para tener una relación seria y es ahí cuando decide ir a terapia para arreglarlo.

## Sinopsis
Preocupado por sus dificultades recurrentes para entablar relaciones de parejas estables que duren un largo tiempo, José (Mariano Martínez), un joven soltero y atractivo, con una posición económica estable y al que no le gusta en lo más mínimo la rutina acepta someterse a una terapia recomendada por su psicólogo, Simón (Yayo Guridi), para superarlas. A partir de ese entonces, una por una las sesiones se convertirán para José en una explosión de sentimientos sobre su complicada vida afectiva.

## Elenco

### Personajes principales
| Actor / Actriz   | Personaje         | Comentario |
| ---------------- | ----------------- | --- |
| Mariano Martínez | José Salinas      | Protagonista, José sigue buscando a la mujer con la cual compartir su vida y su mediano éxito.                              |
| Ana María Orozco | Verónica Belforte | Ella es una ejecutiva perfecta, con unas cualidades que le han permitido obtener todo lo que se ha propuesto en la vida.    |
| Mónica Gonzaga   | Elsa Salinas      | Es la mamá de José. Una mujer hermosa que no se quiere rendir ante el inminente paso del tiempo.                            |
| Yayo Guridi      | Simón Blejer      | Destacado psicólogo clínico y especialista con varios años de experiencia en problemas de parejas, es el terapeuta de José. |

### Personajes secundarios
| Actor / Actriz   | Personaje        | Comentario |
| ---------------- | ---------------- | --- |
| Víctor Malagrino | Ernesto Clavero  | El contador de la empresa donde trabaja José y mejor amigo de este dentro y fuera.                                             |
| Verónica Hassan  | Yamila           | Es la secretaria perfecta de la empresa, amiga de todos, habladora inconsciente y dueña de una personalidad lúdica.            |
| Julián Krakov    | Lautaro          | Es el mejor amigo de José. Un hombre que no puede mantenerse en un trabajo por más de 24 horas.                                |
| María Zamarbide  | Alejandra Harris | Es una super modelo, extrovertida, sexy y espontánea, dotada con una figura que vence cualquier resistencia.                   |
| Natalia D´Alena  | Rita Costello    | Es la encarnación de la amistad, extrovertida y naturalmente espontánea, dotada de un encanto que vence cualquier resistencia. |
| Sabrina Macchi   | Agustina Madero  | Es la mujer soñada para formar un hogar, creyente de que la felicidad es una familia llena de hijos.                           |

## Participaciones
| - Nicolás Vázquez - Exnovio de Rita - Roly Serrano - Cliente de supermercado - Matías Santoianni - Gonzalo Correa - Dalma Maradona - Marina | - Alejandro Porro - José Salinas (joven) - Iván Espeche- Marcos - Alejandro Müller- El maestro - Susana Romero - Amiga de Elsa | - Noemí Alan - Amiga de Elsa |

## Recepción
Según el Grupo IBOPE (Argentina), medidora oficial, en su debut alcanzó un promedio de 21.1 (con picos de 22.9) puntos y fue el segundo programa más visto del día. Ganó su franja y logró vencer ampliamente a su competidor Showmatch.

### Audiencia
| Lunes                       | 10 de septiembre | Capítulo 1  | 21.1 | Sí | Segundo                              | [ 9 ]  |
| Lunes                       | 17 de septiembre | Capítulo 2  | 20.0 | No | Tercero                              | [ 10 ] |
| Lunes                       | 24 de septiembre | Capítulo 3  | 17.0 | No | Cuarto                               | [ 11 ] |
| Lunes                       | 1 de octubre     | Capítulo 4  | 19.3 | No | Tercero                              | [ 12 ] |
| Lunes                       | 8 de octubre     | Capítulo 5  | 16.0 | No | Cuarto                               | [ 13 ] |
| Lunes                       | 16 de octubre    | Capítulo 6  | 17.0 | No | Cuarto(compartido con Sos mi hombre) | [ 13 ] |
| Lunes                       | 22 de octubre    | Capítulo 7  | 17.6 | No | Cuarto                               | [ 14 ] |
| Lunes                       | 29 de octubre    | Capítulo 8  | 15.9 | No | Quinto                               | [ 15 ] |
| Lunes                       | 5 de noviembre   | Capítulo 9  | 12.7 | No | Quinto                               | [ 16 ] |
| Lunes                       | 12 de noviembre  | Capítulo 10 | 15.3 | No | Quinto                               | [ 17 ] |
| Lunes                       | 19 de noviembre  | Capítulo 11 | 13.3 | No | Sexto                                | [ 18 ] |
| Lunes                       | 26 de noviembre  | Capítulo 12 | 12.5 | No | Quinto                               | [ 19 ] |
| Martes                      | 27 de noviembre  | Capítulo 13 | 15.1 | No | Quinto                               | [ 20 ] |
| Datos oficiales según IBOPE |                  |             |      |    |                                      |        |

     Emisión más vista.

     Emisión menos vista.

## Premios y nominaciones
| Año  | Premio       | Categoría              | Receptor                    | Resultado |
| ---- | ------------ | ---------------------- | --------------------------- | --------- |
| 2012 | Premios Tato | Mejor ficción unitaria | Mi problema con las mujeres | Nominada  |

## Ficha técnica
- Autores de adaptación: Sebastián Rotstein y Alberto Rojas Apel
- Dirección de Arte: Tomas Harrahan
- Dirección de Fotografía: Lucas Schiaffi
- Vestuario: Betiana Temkin
- Casting: Juan Risso
- Arte Digital: Supermarket
- Sonido Digital: Equipo de película
- Posproducción De Sonido: Lucas Tencer
- Asistente de Dirección: Adriana Vior
- Coordinación de PostProducción: Eva Bar
- Jefa de Producción: Juan Ponce de León Rosana Montes
- Coordinación de Producción: Claudia D´angelo
- Producción Ejecutiva: Fernanda Cueva
- Producción Artística: Diego Betancor
- Dirección: Daniel De Filippo
- Producción General: Mariano Martínez y Adriano Mautone